# Geografía de Cuba
La República de Cuba es un archipiélago constituido por la isla mayor de las Antillas llamada Cuba, la Isla de la Juventud (antes Isla de Pinos) y unos 4.195 cayos, islotes e islas. Está ubicada en el Mar Caribe, cerca de las costas de los Estados Unidos y México. La superficie de Cuba es de 110.860 kilómetros cuadrados, pero si se incluyen las aguas costeras y territoriales sería de 350.000 kilómetros cuadrados. La isla de Cuba tiene 104.338 kilómetros cuadrados y cuenta con 5.746 kilómetros de costa y 28.5 kilómetros de fronteras en la base naval de la Bahía de Guantánamo de la armada de los EUA. 
Cuba queda al oeste del Atlántico Norte, al norte se encuentra el Estrecho de la Florida y el Canal Viejo de Bahamas; al este, el Paso de los Vientos; al sur, el Estrecho de Colón y el Mar Caribe y al oeste, el Canal de Yucatán. La isla de Cuba supone la mayor parte del territorio del estado cubano. Se extiende 1250 km a lo largo, 191 km en su punto más ancho y 31 km en su punto más estrecho. La isla más grande del estado cubano, fuera de esta, es la Isla de la Juventud al suroeste, con una superficie de 2.200 km² (327 km de costas). Los territorios más cercanos son: Las Bahamas (Cayo Lobos) a 22.5 km, Haití a 77 km, Jamaica a 140 km, Estados Unidos (Cayo Hueso) a 150 km, y México a 210 km.

## Climatología
El clima de Cuba es tropical, moderado por los vientos alisios; temporada de sequía (noviembre a abril); temporada  lluviosa (mayo a octubre). La costa este es propensa a sufrir los embates de los huracanes de agosto a octubre. En general, este país sufre aproximadamente un huracán cada año; las sequías son frecuentes.
En Cuba las temperaturas son generalmente altas. Los valores medios anuales van desde los 24 grados Celsius en las llanuras hasta 26 grados Celsius y más en las costas orientales, reportándose magnitudes inferiores a 20 °C. en las partes más altas de la Sierra Maestra.
La temporada de noviembre a abril es menos calurosa y se conoce como "invierno", aunque puede haber días de calor y otros de frío, mientras que los meses de mayo a octubre, más calurosos, reciben el nombre de "verano". Las temperaturas máximas y mínimas absolutas registradas son de 40,1 grados Celsius (Jucarito, Granma el 11 de abril de 2024) y 0,6 grados Celsius (Bainoa, 18 de febrero de 1996). Como es típico en los climas tropicales, la variación diaria de la temperatura es mayor que la anual.
La humedad relativa media es alta, con promedios cercanos al 90%. Los máximos diarios, generalmente superiores al 95%, ocurren a la salida del sol, mientras que los mínimos descienden, al mediodía, hasta 50-60% en el interior del territorio. Las zonas más húmedas son las regiones occidental y central, junto con los principales núcleos montañosos. El efecto de la alta humedad relativa, otorga al archipiélago cubano una intensa sensación de calor durante gran parte del año.

## Hidrografía
Cuba posee una hidrografía en la cual el caudal y extensión de humedal se encuentra regida por las lluvias. Las mismas constituyen factores determinantes abastecedores de agua. Los principales ríos se encuentran en la región Oriental: son el Toa y el Cauto.

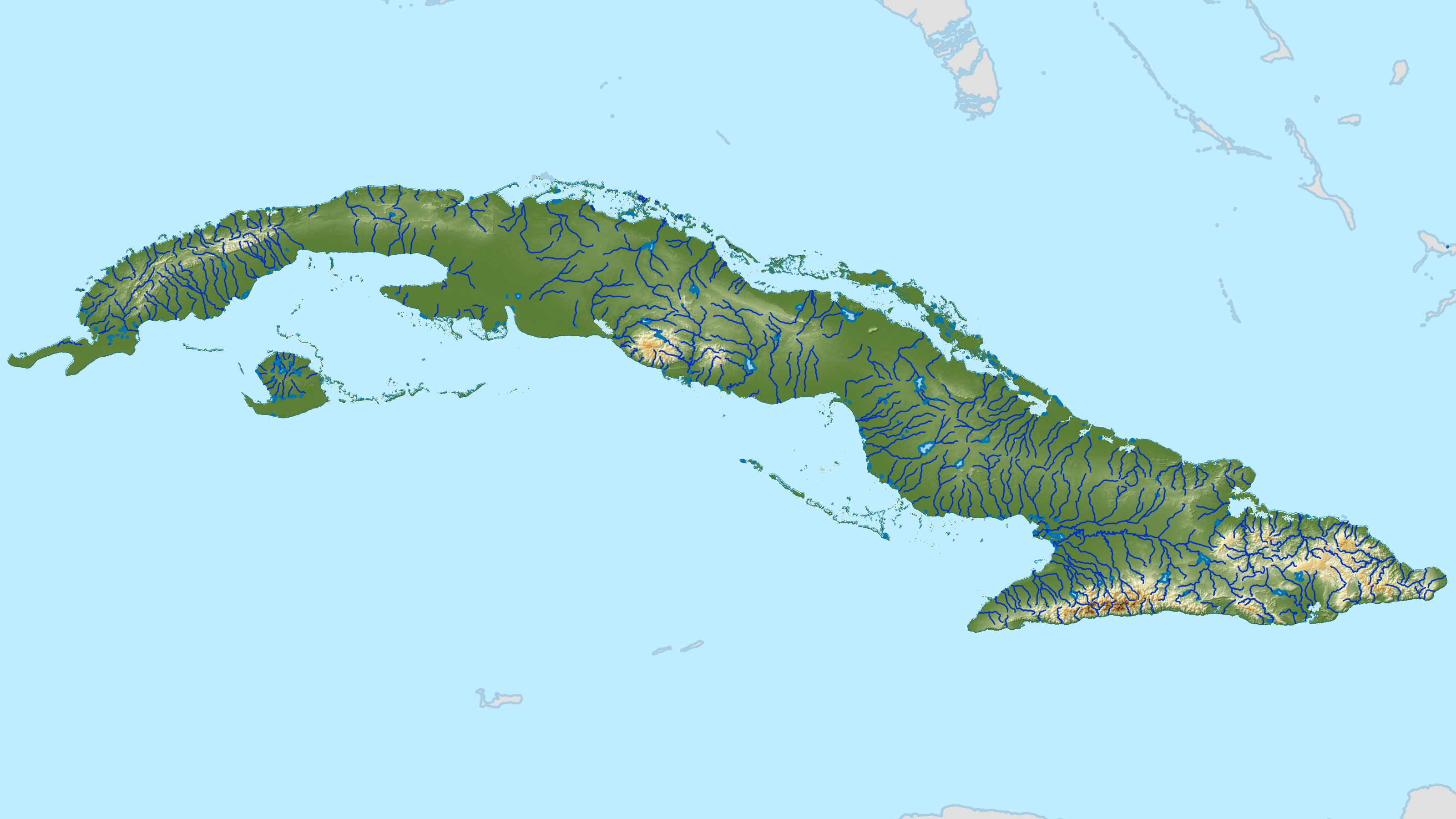
Cursos fluviales y cuerpos de agua de Cuba

En esta región durante el 2004 se produjo una desigual distribución de precipitaciones, extremas sequías e inundaciones que pudieron ser controladas. Además aunque no directamente, diversos huracanes y ciclones han influido en la lluvia y últimamente han ido aumentando.
En el 2006 y el 2007 los embalses, ríos y lagunas han llegado al tope de su capacidad, proveyendo de agua a la mayor parte de la población.

## Geología
Este archipiélago se encontró sumergido. En el Jurásico, Cuba se pobló de una rica biodiversidad marina en un estrecho entre Laurasia y Gondwana. Cuba es una isla de origen orogénico.
Posee una gran diversidad de rocas y suelos: desde las calizas de Viñales hasta el suelo rojo de Moa. Posee diversas cuevas sumergidas como la del Ojo del Mégano, en Villa Clara y emergidas como la de Santo Tomas. El desarrollo submarino de estalactitas y estalagmitas muestra que el territorio se encontró fuera del agua hace apenas 10.000 años

## Flora y fauna
El tocororo (Priotelus temnurus) es el ave nacional de Cuba, que es autóctona de la isla. La flor nacional de Cuba es la "Flor de Mariposa" Hedychium coronarium, que fue importada de Indochina.
Destacan en la fauna cubana, mamíferos como las jutías, diversos murciélagos, reptiles (Cuba alberga una población de cocodrilos mayor que muchos otros lugares), anfibios (entre ellos la rana más pequeña del mundo), peces y animales marinos. La flora, con más de 6500 especies solamente de plantas con semilla, bosques, plantas tropicales, de río y frutales.
La fauna cubana ha cambiado en el tiempo, pues la fauna actual dista de la del período cuaternario en Cuba. Los organismos vivos marinos abundan. Pueden ser cuevas, donde habitan peces ciegos, camarones, microorganismos y hongos. En los arrecifes de coral abundan los mismos, cuyos esqueletos calcáreos forman grandes masas. En ellas vive la carey y la caguama, dos tortugas amenazadas. Además hay peces como la guasa y otros de menor tamaño como los peces ángeles.
En tierra los suelos se llenan de insectos y en algunos sitios mamíferos insectívoros como el almiquí. En los árboles hay lagartos anolis y jutías (Capromyidae). Además de diversas aves endémicas como el tocororo (ave nacional), el zunzún y el catey. En las ciénagas habita el cocodrilo junto al mayito de ciénaga, la ferminia, la gallinuela de Santo Tomás y la garza.
Originariamente Cuba se encontraba llena de una espesa vegetación pero luego de un tiempo (principalmente durante la dominación española) ha sido degradada para desarrollar la agricultura. No obstante existen muchos programas para el cuidado y mantenimiento de estos bosques, que albergan gran diversidad. Las maderas preciosas de Cuba son muy cotizadas. Entre ellas el cedro, la caoba, la teca y otras.

## Terreno de Cuba
Mayormente plano, con montañas en el sureste y centro. Sus principales elevaciones son: 
Punto más bajo: Mar Caribe 0 m (Fosa de Bartlett)

Punto más alto: Pico Turquino 1.974 m
En cuanto al uso de la tierra, calculado para el año 2001: 

Tierra arable:10%

Plantaciones permanentes: 7,6%

Pastizales permanentes: 27%

Otro: 59,35% 
Hay 870 km² (1998 est.) de tierra irrigada.

### Recursos naturales
Cobalto, níquel, hierro, cobre, manganeso, sal, madera, silicio, petróleo, mármol, oro, gas

### Medio ambiente
Es uno de los primeros estados en firmar el Acuerdo de Kioto. Tiene un 24,95% de su superficie cubierta de bosques según datos de diciembre de 2006. El problema fundamental que enfrenta es la contaminación de la Bahía de La Habana, ante lo cual que se ha instrumentado un programa estatal que ha logrado reducir considerablemente su contaminación. Es, según la WWF, el único país del planeta con un desarrollo sostenible.

### Zonas protegidas
- Baconao, parque nacional y Reserva de la Biosfera.
- Buenavista, Reserva de la biosfera y Sitio Ramsar.
- Ciénaga de Zapata, Reserva de la biosfera y sitio Ramsar.
- Ciénaga de Lanier, Sitio Ramsar.
- Cuchillas del Toa, Reserva de la biosfera.
- Guanahacabibes, Parque nacional y Reserva de la biosfera.
- Humedal del Río Máximo, Sitio Ramsar.
- Parque nacional Alejandro de Humboldt, Patrimonio de la Humanidad.
- Parque nacional Desembarco del Granma, Patrimonio de la Humanidad.
- Sierra Cristal, Parque nacional.
- Sierra del Rosario, Reserva de la biosfera.
- Valle de Viñales, Patrimonio de la Humanidad.